# 亜恒星天体
亜恒星天体（substellar object, Substar）は、恒星が水素核融合を維持できる下限質量であるおおよそ0.08太陽質量を下回る質量を持つ天体である。この定義では、形成過程や主星を持つか否か等には関わりなく、エリダヌス座EF星Bのような以前は恒星に分類されていた褐色矮星や惑星質量天体が分類される。
亜恒星天体が太陽と同じような組成を持ち、少なくとも木星質量（約10-3太陽質量）よりは大きいと仮定すると、その半径は木星半径程度（約0.1太陽半径）となる。水素燃焼限界にわずかに足りない質量の亜恒星天体の中心部は、密度が≈103 g/cm3のフェルミ縮退物質となっているが、この縮退の度合いは、木星程度の質量で中心の密度が10g/cm3になるまで質量の低下とともに減少する。密度の減少は質量の減少と釣り合っており、半径はおおよそ一定に保たれる。
水素燃焼限界にわずかに足りない質量の亜恒星天体は、一時的に中心で水素核融合が始まることがあるが、いくらかのエネルギーを生産したとしても、天体の重力収縮に打ち克つほどではない。質量が約0.013太陽質量を超える天体は、一時的に重水素の核融合を行うことができるが、重水素は106から108年で消費し尽くされてしまう。これ以外では、単独の亜恒星天体からの放射は重力位置エネルギーの放出だけであり、これにより徐々に冷たくなり、縮む。恒星の周りを公転する亜恒星天体の軌道は徐々に縮んで恒星によって温められ、放射平衡に達すると、恒星から受けるよりも多くのエネルギーを放出するようになる。
オックスフォード天文学辞典によれば、「亜恒星天体」という用語はほとんど使用されていない、としている。